# Jack Johnson (musicista)
Jack Hody Johnson (North Shore, 18 maggio 1975) è un cantautore e surfista statunitense.

## Biografia
Jack Hody Johnson nasce nel 1975 vicino Haleiwa nella costa nord di Oahu (Hawaii). Figlio del famoso surfista locale Jeff Johnson apprende dal padre fin da giovanissimo la passione per il surf. Passione che lo porta a 17 anni a partecipare al Billabong Pipeline Masters raggiungendo le finali e ottenendo il record di più giovane partecipante a questo evento di prestigio mondiale. Ottiene un contratto da professionista con la Quiksilver ancor prima di finire il liceo. Ma poco dopo Jack, durante il Pipeline Masters, deve fare i conti con un incidente quasi mortale andando a sbattere contro i coralli sul tagliente reef di pipeline. Decide così di abbandonare le competizioni ma non il mondo del surf di cui si sente parte integrante. Si trasferisce così in California dove si laurea in cinematografia all'università di Santa Barbara.
È proprio durante questi anni che comincia a scrivere le prime canzoni a girare i suoi primi lungometraggi come "All For One" e "The Snow" e ad interessarsi di fotografia. Insieme a due compagni di vecchia data, Chris ed Emmet Malloy, realizza nel 1999 un documentario dal titolo "Thicker Than Water". Jack oltre alla regia si cimenta anche nelle musiche delle quali è sia l'autore che il cantante, con sonorità prettamente folk e richiami al rock e al blues.
Altra grande passione è quindi la musica che ormai coltiva da quando ha 14 anni, cominciando anche a suonare la chitarra. La sua prima band i "Limber Chicken" proponeva una sorta di punk. Tra gli artisti preferiti: Beatles, Nick Drake, Bob Marley, Bob Dylan e Ben Harper. Ben presto "Thicker Than Water" diventa un cult e viene premiato nel 2000 come "Video Of The Year" dal Surfer Magazine. Il suo nome comincia a farsi largo tra i surfisti di tutto il mondo sia per l'ottimo lavoro alla regia che per le melodie proposte.

## Il successo

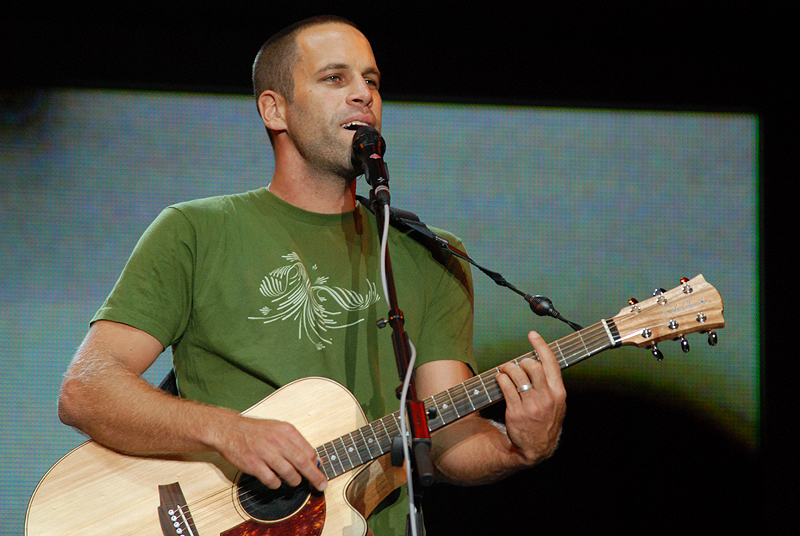
Jack Johnson in concerto a Manchester nel 2008

Ne fa seguito un altro film-documentario dal titolo "The September Session" (2000) dove tra i produttori spicca il nome del pluricampione di surf Kelly Slater. Jack ottiene così un altro premio l'"Adobe Highlight Award" al festival ESPN. In merito scrive Surfer Magazine: "Atleta, artista, musicista, filmaker. Jack Johnson è una leggenda. È una di quelle persone vere già dal primo impatto, un raro esempio di persona umile ed educata".
Dopo due ottimi lavori alla regia sul piano musicale arrivano le prime proposte. I G.Love & Special Sauce coinvolgono Jack con la canzone "Rodeo Clowns" contenuta nel loro disco "Philadelphonic".
Da questo momento in poi la strada di Jack sarà incentrata sulla musica. Produce così un demo che arriva nelle mani di un'etichetta indie californiana, la Enjoy Records fondata da Andy Factor e da J.P. Plunier, produttore di Ben Harper. Esce nel 2001 il primo lavoro musicale "Brushfire Fairytales" e nello stesso anno prende parte come spalla di Ben Harper al tour tra Stati Uniti e Australia per promuovere il disco. Nella canzone "Flake" contenuta nell'album d'esordio Ben Harper suona come ospite, mentre il singolo "Middle Man" fa parte della colonna sonora del film "Loose Change" di Taylor Steele aumentando le quotazioni di musicista di Jack.
Dopo due tour da solista tra la primavera e l'estate del 2002 Jack si mette al lavoro per il secondo album. Nel frattempo insieme alla moglie e ai fratelli Malloy fonda nelle Hawaii la Brushfire Records etichetta indipendente di cui fanno parte anche G.Love e Donavon Frankenreiter.
Prodotto da Mario Caldato jr. e registrato nell'isola nativa di Jack esce nel maggio del 2003 On and On. L'album ottiene un buon successo aiutato anche dal video di "Taylor" che entra nel circuito di MTV facendo conoscere alle masse il talento di Jack. Ospite d'eccezione il regista-attore Ben Stiller. Seguono altri tour da SOLD-OUT e nel febbraio 2005 esce sempre per la Brushfire Records il terzo album "In Between Dreams" preceduto dal singolo e dal video di "Sitting, Waiting, Wishing". L'album vola al 3 posto della classifica di Billboard.
Nel 2006 ottiene una nomination ai Grammy Awards e firma la colonna sonora del film di animazione Curioso come George da cui viene tratto il singolo e il video di Upside Down a conferma della fama mondiale che Jack ha ormai raggiunto.
Il 5 febbraio 2008 Jack ha pubblicato il suo quarto album in studio Sleep Through the Static, primo disco non registrato alle Hawaii, bensì a Los Angeles. L'album rimase per due settimane alla posizione numero 1 della U.S. Billboard 200 e raggiunse il primato anche in molti altri paesi, come Australia, Canada, Nuova Zelanda, Irlanda e Inghilterra.
I singoli estratti dall'album, If I Had Eyes e Hope, raggiunsero entrambi buone posizioni nella Billboard Alternative Songs.
Attraverso il suo sito ufficiale il 1º gennaio 2010 Jack ha annunciato che la band è tornata in studio per registrare il quinto album che verrà pubblicato nella prima settimana di giugno. Ha inoltre aggiunto che all'album seguirà un tour mondiale con molte tappe in Europa. Anticipa l'uscita, ufficialmente prevista per il 31 maggio 2010 in Inghilterra e il giorno successivo negli Stati Uniti, il singolo "You and your heart" pubblicato il 6 aprile.

## Beneficenza
Jack Johnson ha trovato un ottimo modo di utilizzare i dischi d'oro e platino vinti grazie ai dischi "In Between Dreams" e "Curious George". Invece di appenderli al muro, ha deciso di rinunciare ai premi per fare invece una donazione al Kokua Hawai'i Foundation (http://www.kokuahawaiifoundation.org). La fondazione è stata creata da Johnson e sua moglie nel 2004 per sostenere l'educazione per l'ambiente nelle scuole e nelle comunità delle Hawai'i, dedicandosi a promuovere l'impegno verso l'ambiente sull'isola.

## Discografia

### Album in studio
- 2001 - Brushfire Fairytales
- 2003 - On and On
- 2005 - In Between Dreams
- 2008 - Sleep Through the Static
- 2010 - To the Sea
- 2013 - From Here to Now to You
- 2017 - All the Light Above It Too
- 2022 - Meet The Moonlight
- 2023 - In Between Dub

### Colonne sonore e EP
- 2000 - Thicker Than Water
- 2001 - Out Cold
- 2002 - September Sessions
- 2005 - Some Live Songs EP
- 2005 - Sprout
- 2006 - Sing-A-Longs and Lullabies for the Film Curious George
- 2006 - A Brokedown Melody

### Album live
- 2009 - En concert

### Singoli
| Anno | Titolo                        | Posizione in classifica | Posizione in classifica | Posizione in classifica | Posizione in classifica | Posizione in classifica | Posizione in classifica | Posizione in classifica | Posizione in classifica | Posizione in classifica | Posizione in classifica | Posizione in classifica | Posizione in classifica | Album                                                             |
| Anno | Titolo                        | US                      | US Alt                  | US AC                   | UK                      | NZ                      | AU                      | CA                      | NL                      | DE                      | AT                      | CH                      | FR                      | Album                                                             |
| ---- | ----------------------------- | ----------------------- | ----------------------- | ----------------------- | ----------------------- | ----------------------- | ----------------------- | ----------------------- | ----------------------- | ----------------------- | ----------------------- | ----------------------- | ----------------------- | ----------------------------------------------------------------- |
| 2002 | Flake                         | 73                      | 22                      | 1                       | —                       | 6                       | —                       | —                       | —                       | —                       | —                       | —                       | —                       | Brushfire Fairytales                                              |
| 2003 | The Horizon Has Been Defeated | —                       | 31                      | 28                      | —                       | 43                      | —                       | —                       | —                       | —                       | —                       | —                       | —                       | On and On                                                         |
| 2004 | Taylor                        | —                       | —                       | —                       | —                       | 33                      | 27                      | —                       | —                       | —                       | —                       | —                       | —                       | On and On                                                         |
| 2005 | Sitting, Waiting, Wishing     | 66                      | 25                      | 18                      | 65                      | 25                      | 24                      | —                       | 67                      | 82                      | 51                      | —                       | —                       | In Between Dreams                                                 |
| 2005 | Good People                   | —                       | 29                      | —                       | 50                      | 25                      | —                       | —                       | 92                      | —                       | —                       | —                       | —                       | In Between Dreams                                                 |
| 2005 | Breakdown                     | —                       | 40                      | —                       | 73                      | —                       | —                       | —                       | —                       | —                       | —                       | —                       | —                       | In Between Dreams                                                 |
| 2006 | Better Together               | —                       | —                       | —                       | 24                      | —                       | —                       | —                       | —                       | —                       | —                       | —                       | —                       | In Between Dreams                                                 |
| 2006 | Upside Down                   | 38                      | 25                      | 9                       | 30                      | 22                      | —                       | 9                       | 56                      | 54                      | 36                      | —                       | —                       | Sing-A-Longs and Lullabies for the Film Curious George            |
| 2006 | Talk of the Town              | —                       | —                       | —                       | —                       | —                       | —                       | —                       | 96                      | —                       | —                       | —                       | —                       | Sing-A-Longs and Lullabies for the Film Curious George            |
| 2007 | Imagine                       | 90                      | —                       | —                       | —                       | —                       | —                       | 41                      | —                       | —                       | —                       | —                       | —                       | Instant Karma - The Amnesty International Campaign to Save Darfur |
| 2007 | If I Had Eyes                 | 47                      | 7                       | 17                      | 60                      | 33                      | —                       | 11                      | 60                      | 73                      | 37                      | 30                      | —                       | Sleep Through the Static                                          |
| 2008 | Hope                          | —                       | 30                      | —                       | —                       | —                       | —                       | —                       | —                       | —                       | —                       | —                       | —                       | Sleep Through the Static                                          |
| 2008 | Sleep Through the Static      | —                       | —                       | —                       | —                       | —                       | —                       | —                       | —                       | —                       | —                       | —                       | —                       | Sleep Through the Static                                          |
| 2010 | You and Your Heart            | 20                      | 15                      | —                       | —                       | 30                      | 41                      | 39                      | —                       | —                       | —                       | 23                      | —                       | To the Sea                                                        |